# حبيب سعد
حبيب سعد (بالإنجليزية: Habib Saad)‏ هو مدير وسياسي غاني، ولد في 10 أكتوبر 1968. في الانتخابات العامة الغانية 2016، انتخب عضو البرلمان السابع لجمهورية غانا الرابعة ‏ عن دائرة Bortianor-Ngleshie-Amanfrom (Ghana parliament constituency) ‏ وقد انضم خلال فترته النيابية ‏ (7 يناير 2017 – )  للكتلة البرلمانية الحزب الوطني الجديد ‏.